# Porte de ville de Jonzac
La porte de ville, bâtie entre le XIIIe siècle et XVe siècle, est située à Jonzac, en France. L'immeuble a été classé au titre des monuments historiques en 1926.

## Historique
Le bâtiment est classé au titre des monuments historiques par arrêté du 25 novembre 1926.